# On the Turning Away
"On the Turning Away" es una balada "power" de Pink Floyd perteneciente a su álbum de 1987, A Momentary Lapse of Reason. Lanzado como el segundo sencillo del álbum, llegó al número uno en los Billboard Album Rock Tracks en los principios de 1988. En el Reino Unido, la canción llegó al puesto 55 en el UK Singles Chart. Una presentación en vivo de la canción fue incluida tanto en video como en el CD doble de Delicate Sound of Thunder. La canción hace referencia a la pobreza y la opresión, lamentando la tendencia de la gente a "turn away" (del inglés, "voltear la cara") de aquellos que sufren estas condiciones. Termina de forma esperanzadora, con el comienzo del último verso diciendo, "no more turning away... " (del inglés, "no más rechazo").
También recoge toda la mística de temas como Wish You Were Here o Us and Them, pero que esta vez trata temáticas relacionadas con la gente que sufre. Su frase "weak and the weary" (del inglés, "los débiles y oprimidos"), retratando el sufrimiento de la gente como un gran problema en el mundo actual.
La canción fue la novena en tocarse en la versión en vivo de A Momentary Lapse of Reason, tocada entre 1987 y 1989. También tocaron la canción algunas veces durante el Division Bell tour de 1994, siendo la misma un gran hit en las emisoras de radio de EE.UU hasta que fue tocada el 13 de septiembre de 1994 en el Stadio delle Alpi, en Turín, Italia, versión que se puede escuchar en el álbum que recopiló ese concierto: A Passage of Time, publicado el 4 de noviembre de 1994.
El video musical se hizo de la filmación de un show en vivo y fotos del concierto de las tres noches en el Omni de Atlanta, Georgia en noviembre de 1987 dirigido por Lawrence Jordan (quien también dirigió los filmes de conciertos de Rush, Mariah Carey y Billy Joel). Los videos de "The Dogs of War" y "One Slip" también fueron grabados de este concierto. El video llegó al número 9 en la "MTV's Video Countdown" en febrero de 1988.
La edición de lujo del Live in Gdańsk de David Gilmour, así como el vinilo contienen una grabación de Gilmour cantando "On the Turning Away" en Venecia el 12 de agosto de 2006. En la mitad de la canción, ambos Gilmour y Wright se olvidan la letra; no obstante, se ríe de ello, y con un poco de ayuda del público logra recuperarse.
- David Gilmour - Guitarras, voces y secuenciadores.
- Nick Mason - Percusión
- Tony Levin - Bajo
- Jim Keltner - Batería
- Jon Carin - Sintetizador
- Richard Wright - Órgano Hammond, piano, coros